# Yellowhead (circonscription fédérale)
Pour les articles homonymes, voir Yellowhead.
Circonscription électorale fédérale du Canada
Yellowhead est une circonscription électorale fédérale canadienne dans la province de l'Alberta. Elle longe la frontière britanno-colombienne à l'ouest d'Edmonton, et comprend notamment les villes de Banff et Jasper.
Les circonscriptions limitrophes sont 
- au nord : Grande Prairie
- au nord-est : Peace River—Westlock
- à l'est : Parkland, Leduc—Wetaskiwin, Ponoka—Didsbury, Battle River—Crowfoot
- au sud-est : Bow River, Airdrie—Cochrane, Calgary Crowfoot, Calgary Signal Hill
- au sud : Foothills
- à l'ouest : Columbia—Kootenay—Southern Rockies et Kamloops—Shuswap—Central Rockies (en Colombie-Britannique).

Lors du redécoupage électoral de 2022, la circonscription s'agrandit au sud d'une partie de Banff—Airdrie, d'une partie de Foothills et d'une partie de Red Deer—Mountain View, mais cède une partie de son territoire au nord-est à Parkland, à Leduc—Wetaskiwin et à St. Albert—Sturgeon River.

## Historique
La circonscription de Yellowhead a été créée en 1976 avec des parties de Rocky Mountain, Athasbasca, Edmonton-Ouest, Pembina et Wetaskiwin.
| Législature                                                                           | Années       | Député         | Député           | Parti                     |
| ------------------------------------------------------------------------------------- | ------------ | -------------- | ---------------- | ------------------------- |
| Yellowhead issue de Rocky Mountain, Athasbasca, Edmonton-Ouest, Pembina et Wetaskiwin |              |                |                  |                           |
| 31e                                                                                   | 1979–1980    |                | Joe Clark        | Progressiste-conservateur |
| 32e                                                                                   | 1980–1984    |                | Joe Clark        | Progressiste-conservateur |
| 33e                                                                                   | 1984–1988    |                | Joe Clark        | Progressiste-conservateur |
| 34e                                                                                   | 1988–1993    |                | Joe Clark        | Progressiste-conservateur |
| 35e                                                                                   | 1993–1997    |                | Cliff Breitkreuz | Réformiste                |
| 36e                                                                                   | 1997–2000    |                | Cliff Breitkreuz | Réformiste                |
| 36e                                                                                   | 2000-2000    |                | Cliff Breitkreuz | Alliance canadienne       |
| 37e                                                                                   | 2000–2002    | Rob Merrifield |                  | Alliance canadienne       |
| 37e                                                                                   | 2003-2004    | Rob Merrifield |                  | Conservateur              |
| 38e                                                                                   | 2004–2006    | Rob Merrifield |                  | Conservateur              |
| 39e                                                                                   | 2006–2008    | Rob Merrifield |                  | Conservateur              |
| 40e                                                                                   | 2008–2011    | Rob Merrifield |                  | Conservateur              |
| 41e                                                                                   | 2011–2014    | Rob Merrifield |                  | Conservateur              |
| 41e                                                                                   | 2014-2015    | Jim Eglinski   |                  | Conservateur              |
| 42e                                                                                   | 2015–2019    | Jim Eglinski   |                  | Conservateur              |
| 43e                                                                                   | 2019–2021    | Gerald Soroka  |                  | Conservateur              |
| 44e                                                                                   | 2021–Présent | Gerald Soroka  |                  | Conservateur              |

## Résultats électoraux
|       | Candidat           | Parti             | # de voix | % des voix |
|       | Jim Eglinski       | Conservateur      | +37 950,  | 72,25 %    |
|       | Ryan Maguhn        | Libéral           | +07 467,  | 14,22 %    |
|       | Ken Kuzminski      | NPD               | +04 753,  | 9,05 %     |
|       | Sandra Wolfe Lange | Vert              | +01 538,  | 2,93 %     |
|       | Cory Lystang       | Parti libertarien | +00817,   | 1,56 %     |
| Total | Total              | Total             | 52 525    | 100 %      |

|       | Candidat           | Parti             | # de voix | % des voix |
|       | (x) Rob Merrifield | Conservateur      | +31 925,  | 77,03 %    |
|       | Zack Siezmagraff   | Libéral           | +01 190,  | 2,87 %     |
|       | Mark Wells         | NPD               | +05 411,  | 13,06 %    |
|       | Monika Schaefer    | Vert              | +02 132,  | 5,14 %     |
|       | Jacob Strydhorst   | Héritage          | +00404,   | 0,97 %     |
|       | Melissa Brade      | Action canadienne | +00384,   | 0,93 %     |
| Total | Total              | Total             | 41 446    | 100 %      |

|       | Candidat           | Parti             | # de voix | % des voix |
|       | (x) Rob Merrifield | Conservateur      | +26 863,  | 71,88 %    |
|       | Mohamed El-Rafih   | Libéral           | +01 489,  | 3,98 %     |
|       | Ken Kuzmiski       | NPD               | +04 567,  | 12,22 %    |
|       | Monika Schaefer    | Vert              | +03 437,  | 9,2 %      |
|       | John Wierenga      | Héritage          | +00606,   | 1,62 %     |
|       | Melissa Brade      | Action canadienne | +00408,   | 1,09 %     |
| Total | Total              | Total             | 37 370    | 100 %      |